# Ádám Nagy (piłkarz)
Ádám Nagy (ur. 17 czerwca 1995 w Budapeszcie) – węgierski piłkarz występujący na pozycji pomocnika we włoskim klubie Spezia. Wychowanek Ferencvárosi TC. Znalazł się w kadrze reprezentacji Węgier na Mistrzostwa Europy 2016.

## Sukcesy

### Indywidualne
- Odkrycie Mistrzostw Europy 2016 według France Football